# Крымское (Донецкая область)
Крымское (укр. Кримське) — посёлок в Торецкой городской общине Бахмутского района Донецкой области Украины.
Население по переписи 2001 года составляло 59 человек. Телефонный код — 6247.